# Johnny Johnny Yes Papa
Johnny Johnny Yes Papa – anglojęzyczna piosenka dziecięca. W styczniu 2023 roku piosenka znalazła się na 3 miejscu najpopularniejszych filmów w historii YouTube.

## Teledysk
Teledysk piosenki przedstawia niemowlaka który kilka razy próbuje zjeść kostki cukru. Podczas każdej próby do niemowlaka przychodzi ojciec który zabiera mu kostki cukru i razem zaczynają śpiewać.

## Statystyki na YouTube
Piosenka zdobyła ponad 6 miliardów wyświetleń w serwisie YouTube w 2023 roku.